# Patouillardina clavispora
Patouillardina clavispora är en svampart som först beskrevs av Narcisse Theophile Patouillard, och fick sitt nu gällande namn av G. Arnaud 1917. Patouillardina clavispora ingår i släktet Patouillardina, ordningen Auriculariales, klassen Agaricomycetes, divisionen basidiesvampar och riket svampar.   Inga underarter finns listade i Catalogue of Life.